# Gran Premio Gran Criterium (España)
El Gran Premio Gran Criterium es uno de los grandes premios que se disputa desde 1941 en el Hipódromo de la Zarzuela de Madrid, durante la temporada de otoño, en el mes de noviembre. La carrera está destinada a potros y potrancas de dos años sobre una distancia de 1.600 metros.

## Palmarés[1][2][3]
| Gran Premio Gran Criterium |                                                             |                                                             |                                                             |                                                             |                                                             |
| 2024                       | BULNES (IRE)                                                | Václav Janáček                                              | Guillermo Arizcorreta                                       | Yeguada Rocío                                               | 1600m                                                       |
| 2023                       | PRINCESS CHILD (FR)                                         | Clément Cadel                                               | Ángel Imaz Beloqui                                          | Ecurie des Mouettes                                         | 1600m                                                       |
| 2022                       | SOMMERSUN (FR)                                              | Ricardo Sousa                                               | Francisco Rodríguez                                         | Cuadra AFF SL                                               | 1600m                                                       |
| 2021                       | SUPER TRIP (FR)                                             | Ignacio Melgarejo                                           | Christian Delcher                                           | Cuadra Agrado                                               | 1600m                                                       |
| 2020                       | DOMI GO (IRE)                                               | Ricardo Sousa                                               | Román Martín Vidania                                        | Cuadra Martul                                               | 1600m                                                       |
| 2019                       | SALAR ISLAND (ITY)                                          | Václav Janáček                                              | Guillermo Arizcorreta                                       | Cuadra Nijinsky                                             | 1600m                                                       |
| 2018                       | GUERATY (FR)                                                | Ricardo Sousa                                               | Ángel Imaz Beloqui                                          | Cuadra 4 C                                                  | 1600m                                                       |
| 2017                       | ATEGORRIETA (SPA)                                           | Václav Janáček                                              | Guillermo Arizcorreta                                       | Yeguada Rocío                                               | 1600m                                                       |
| 2016                       | FUENTEESTEIS (FR)                                           | Julien Grosjean                                             | Ramón Avial                                                 | Cuadra Rober                                                | 1600m                                                       |
| 2015                       | ARGUERO (SPA)                                               | Václav Janáček                                              | Guillermo Arizcorreta                                       | Yeguada Rocío                                               | 1600m                                                       |
| 2014                       | IDEAL APPROACH (IRE)                                        | Borja Fayos                                                 | Mauricio Delcher Sánchez                                    | Cuadra Maldón                                               | 1600m                                                       |
| 2013                       | DANI WALLON (FR)                                            | José Luis Martínez                                          | Christian Delcher                                           | Cuadra Bloke                                                | 1600m                                                       |
| 2012                       | PEARLSIDE (FR)                                              | Julien Grosjean                                             | Mauricio Delcher Sánchez                                    | Cuadra Safsaf                                               | 1600m                                                       |
| 2011                       | MATUSALEN (SPA)                                             | Jorge Horcajada                                             | Mauricio Delcher Sánchez                                    | Cuadra Aller                                                | 1600m                                                       |
| 2010                       | VOLCANICO (IRE)                                             | José Luis Martínez                                          | Francisco Rodríguez                                         | Cuadra Los Toneles                                          | 1600m                                                       |
| 2009                       | ADJUGE (IRE)                                                | José Luis Borrego                                           | Guillermo Arizcorreta                                       | Cuadra Tres Damas                                           | 1600m                                                       |
| 2008                       | AS DE TREBOL (USA)                                          | José Luis Borrego                                           | Guillermo Arizcorreta                                       | Cuadra Le Club                                              | 1600m                                                       |
| 2007                       | RITUSS (GB)                                                 | Horacio Betansos                                            | José Luis de Salas                                          | Cuadra Cholaica                                             | 1600m                                                       |
| 2006                       | WHAT A CAPER (IRE)                                          | Borja Fayos                                                 | Peter Haley                                                 | Cuadra Sunshine Racing                                      | 1600m                                                       |
| 2005                       | BALDORIA (IRE)                                              | Borja Fayos                                                 | Mauricio Delcher Sánchez                                    | Cuadra Madroños                                             | 1600m                                                       |
| 2004 - 1997                | No se disputó debido al cierre del Hipódromo de la Zarzuela | No se disputó debido al cierre del Hipódromo de la Zarzuela | No se disputó debido al cierre del Hipódromo de la Zarzuela | No se disputó debido al cierre del Hipódromo de la Zarzuela | No se disputó debido al cierre del Hipódromo de la Zarzuela |
| 1996                       | KASHWAN (SPA)                                               | José Luis Martínez                                          | Román Martín Sánchez                                        | Cuadra Madrileña                                            | 1600m                                                       |
| 1995                       | FADO (FR)                                                   | Florentino González                                         | Agustín García                                              | Cuadra Edif                                                 | 1600m                                                       |
| 1994                       | PUERTOLLANO (GB)                                            | Santiago Calle                                              | Agustín García                                              | Cuadra Edif                                                 | 1600m                                                       |
| 1993                       | AIR VAINQUEUR (FR)                                          | Bartolome Gelabert                                          | Marcos Carrasco Iglesias                                    | Cuadra Santa Quiteria                                       | 1500m                                                       |
| 1992                       | DOM ALAIN (FR)                                              | Olindo Mongelluzzo                                          | Antonio Peralvo                                             | Cuadra Pleno                                                | 1600m                                                       |
| 1991                       | NAUPLION (SPA)                                              | John Reid                                                   | Enrique Bedouret                                            | Cuadra Alborada                                             | 1600m                                                       |
| 1990                       | VICTIM BOY (ARG)                                            | Juan Carlos Jarcovsky                                       | Enrique Bedouret                                            | Cuadra Alborada                                             | 1600m                                                       |
| 1989                       | ROBERTIYA (FR)                                              | Vicente Cañizo                                              | Enrique Bedouret                                            | Cuadra Alborada                                             | 1600m                                                       |
| 1988                       | MOON RIVER (SPA)                                            | Bienvenido Moreno                                           | Mario Julio Pérez                                           | Cuadra Dos Estrellas                                        | 1600m                                                       |
| 1987                       | FURIOSO (SPA)                                               | Francisco Rodríguez                                         | Luis Maroto                                                 | Cuadra Goyaz                                                | 1600m                                                       |
| 1986                       | TERESA (SPA)                                                | Claudio Carudel                                             | Claudio Carudel                                             | Cuadra Rosales                                              | 1600m                                                       |
| 1985                       | PEARL ISLAND (FR)                                           | Florentino González                                         | Luis Maroto                                                 | Cuadra Levante                                              | 1600m                                                       |
| 1984                       | RESILLE (FR)                                                | Francisco Rodríguez                                         | Luis Maroto                                                 | Cuadra Goyaz                                                | 1600m                                                       |
| 1983                       | RAIPONCE (FR)                                               | Francisco Rodríguez                                         | Luis Maroto                                                 | Cuadra Goyaz                                                | 1600m                                                       |
| 1982                       | MANOLA (SPA)                                                | Claudio Carudel                                             | Angel Francisco Sánchez                                     | Cuadra Oliva-Sanz                                           | 1600m                                                       |
| 1981                       | LEYLA (SPA)                                                 | Claudio Carudel                                             | Fulgencio de Diego                                          | Cuadra Rosales                                              | 1600m                                                       |
| 1980                       | FEELING (SPA)                                               | Claudio Carudel                                             | Fulgencio de Diego                                          | Cuadra Rosales                                              | 1600m                                                       |
| 1979                       | BLUSHAL (SPA)                                               | Ceferino Carrasco                                           | Juan Jesús Ceca                                             | Cuadra Asturias                                             | 1600m                                                       |
| 1978                       | DIKI (SPA)                                                  | Ceferino Carrasco                                           | Gualberto Perez                                             | Cuadra Dos Estrellas                                        | 1600m                                                       |
| 1977                       | BARILONE (SPA)                                              | Claudio Carudel                                             | Fulgencio de Diego                                          | Cuadra Rosales                                              | 1600m                                                       |
| 1976                       | LAUDA (SPA)                                                 | Román Martín Sánchez                                        | Juan Jesús Ceca                                             | Cuadra Pascualete                                           | 1600m                                                       |
| 1975                       | NIKIÑAKA (SPA)                                              | Claudio Carudel                                             | Fulgencio de Diego                                          | Cuadra Rosales                                              | 1600m                                                       |
| 1974                       | NAUTILUS (SPA)                                              | Claudio Carudel                                             | Enrique Romera                                              | Cuadra Castellana                                           | 1600m                                                       |
| 1973                       | CHACAL (IRE)                                                | Claudio Carudel                                             | Fulgencio de Diego                                          | Cuadra Rosales                                              | 1600m                                                       |
| 1972                       | JABIBA (SPA)                                                | Román Martín Sánchez                                        | Jesús Méndez                                                | Cuadra Conde de Villapadierna                               | 1600m                                                       |
| 1971                       | SCANDALO (SPA)                                              | Claudio Carudel                                             | Jesús Méndez                                                | Cuadra Conde de Villapadierna                               | 1600m                                                       |
| 1970                       | GEISHA (IRE)                                                | Claudio Carudel                                             | Enrique Romera                                              | Cuadra Castellana                                           | 1600m                                                       |
| 1969                       | PRIMA DONNA (FR)                                            | Claudio Carudel                                             | Jesús Méndez                                                | Cuadra Conde de Villapadierna                               | 1600m                                                       |
| 1968                       | HAITI (SPA)                                                 | Ceferino Carrasco                                           | Manuel García Montalvo                                      | Cuadra José Gandarias                                       | 1600m                                                       |
| 1967                       | GRIBU (SPA)                                                 | Román Martín Sánchez                                        | E. Serrano                                                  | Yeguada Urdiñ-Oriyá                                         | 1600m                                                       |
| 1966                       | MASPALOMAS (SPA)                                            | Claudio Carudel                                             | Juan Luis Barreiro                                          | Cuadra Marqués de la Florida                                | 1600m                                                       |
| 1965                       | RELTAJ (FR)                                                 | Simón Figueroa                                              | Jesús Méndez                                                | Cuadra Conde de Villapadierna                               | 1600m                                                       |
| 1964                       | RICKY (SPA)                                                 | Román Martín Sánchez                                        | Nicolás Méndez                                              | Cuadra Jose Luis Carrera                                    | 1600m                                                       |
| 1963                       | CEUTA (SPA)                                                 | Mauricio Delcher Poulies                                    | Efrain Ozuna                                                | Cuadra Cinco Estrellas                                      | 1600m                                                       |
| 1962                       | TACORA (FR)                                                 | Claudio Carudel                                             | Álvaro Díez                                                 | Cuadra Barreiros                                            | 1600m                                                       |
| 1961                       | ANGLO (SPA)                                                 | Claudio Carudel                                             | Álvaro Díez                                                 | Cuadra Barreiros                                            | 1600m                                                       |
| 1960                       | SINGAPUR (SPA)                                              | Pedro Hernández                                             | Nicolás Méndez                                              | Cuadra Castilla                                             | 1600m                                                       |
| 1959                       | VERAGRO (SPA)                                               | Carlos Díez                                                 | Juan Luis Barreiro                                          | Cuadra Marqués de la Florida                                | 1600m                                                       |
| 1958                       | GRAN TARAJAL (SPA)                                          | Claudio Carudel                                             | Juan Luis Barreiro                                          | Cuadra Marqués de la Florida                                | 1600m                                                       |
| 1957                       | KYMRIS (FR)                                                 | Álvaro Díez                                                 | Federico García                                             | Cuadra Ramón Beamonte                                       | 1600m                                                       |
| 1956                       | No se disputó                                               | No se disputó                                               | No se disputó                                               | No se disputó                                               | No se disputó                                               |
| 1955                       | CAPELAN (FR)                                                | Carlos Díez                                                 | Federico García                                             | Cuadra Ramon Beamonte                                       | 1600m                                                       |
| 1954                       | ANSWER ME (IRE)                                             | Victoriano Jiménez                                          | Francisco Cadenas                                           | Cuadra Anne Möen Bullitt                                    | 1600m                                                       |
| 1953                       | CHIPIRON (SPA)                                              | Victoriano Jiménez                                          | Francisco Cadenas                                           | Cuadra Duquesa de Valencia                                  | 1400m                                                       |
| 1952                       | NARRICHKIN (SPA)                                            | José Perelli                                                | Federico García                                             | Cuadra Ramon Beamonte                                       | 1400m                                                       |
| 1951                       | MAZUCO (SPA)                                                | José Perelli                                                | Federico García                                             | Cuadra Marques de Murrieta                                  | 1400m                                                       |
| 1950                       | TURANDOT II (SPA)                                           | Victoriano Jiménez                                          | Francisco Cadenas                                           | Yeguada San Jorge                                           | 1400m                                                       |
| 1949                       | RACA (SPA)                                                  | José Perelli                                                | José Cruz Díaz Masa                                         | Yeguada Figueroa                                            | 1400m                                                       |
| 1948                       | MARFIL (SPA)                                                | Enrique Romera                                              | Francisco Cadenas                                           | Cuadra Elena S. de Marquez                                  | 1400m                                                       |
| 1947                       | CALPE (SPA)                                                 | Álvaro Díez                                                 | Juan Ceca                                                   | Cuadra Ernesto Güetta                                       | 1400m                                                       |
| 1946                       | HURON GRIS (SPA)                                            | Victoriano Jiménez                                          | Emilio López de Letona                                      | Yeguada Militar                                             | 1400m                                                       |
| 1945                       | AYETE (SPA)                                                 | José Perelli                                                | José Cruz Díaz Masa                                         | Yeguada Figueroa                                            | 1400m                                                       |
| 1944                       | FUEN BLANCA (SPA)                                           | Tomas Domingo                                               | Emilio López de Letona                                      | Yeguada Militar                                             | 1400m                                                       |
| 1943                       | MALTA (IRE)                                                 | E. Ceca                                                     | Juan Ceca Moreno                                            | Cuadra Marques de Viesca de la Sierra                       | 1400m                                                       |
| 1942                       | No se disputó                                               | No se disputó                                               | No se disputó                                               | No se disputó                                               | No se disputó                                               |
| 1941                       | IMPERIO (SPA)                                               | Santos Molero                                               | Juan Ceca                                                   | Cuadra Juan Ceca Moreno                                     | 1600m                                                       |